# Abe Reles
Abraham "Kid Twist" Reles (10 de Maio de 1906 - 12 de Novembro 1941) foi um mafioso de Nova Iorque que foi amplamente considerado o mais temido assassino de aluguer para a Murder, Inc., a organização para a qual eram contratados para o Sindicato Nacional do Crime para cometer assassinatos.
Mais tarde, Abraham Reles tornou-se testemunha do governo e enviou vários membros da Murder, Inc. para a cadeira elétrica. A morte de Abe Reles por ter caído de uma janela enquanto estava sob custódia policial pode ter sido um golpe colocado pela máfia americana, já que ele deveria testemunhar contra o subchefe da família Gambino e futuro chefe Albert Anastasia.

## Primeiros anos
Abraham Reles, filho de imigrantes judeus austríacos, nasceu na região de Brownsville, Brooklyn, em Nova Iorque, em 10 de Maio de 1906. O seu pai trabalhou em uma das lojas de roupas até algum momento durante a Grande Depressão. A última ocupação conhecida do seu pai foi vender knishes nas ruas de Brownsville. O seu nome hebraico formal completo era Elkanah ben Shimon.
Abraham Reles foi à escola até à oitava série. Depois de deixar a escola, ele começou a frequentar salas de bilhar e lojas de doces em Brownsville e arredores. Ele logo juntou-se a dois dos seus amigos de infância, Martin "Buggsy" Goldstein e Harry "Pittsburgh Phil" Strauss, que eventualmente subiu ao poder com ele no grupo convencionalmente conhecido como Murder, Inc.. A primeira vez que Reles foi preso ocorreu em 1921 por roubar 2 dólares em pastilha elástica (chiclete) de uma máquina de venda automática, e ele foi enviado para a Children's Village em Dobbs Ferry, Nova Iorque, por quatro meses.
O pequeno tamanho físico de Reles não o impediu de cometer atos implacáveis de violência. Quando cometia assassinatos, sua arma preferida era um picador de gelo, que enfiava no ouvido de sua vítima direto no cérebro. Abraham Reles tornou-se tão adepto do picador de gelo que muitas das suas vítimas de assassinato teriam morrido de hemorragia cerebral .
Abraham Reles tornou-se conhecido como um assassino particularmente de sangue frio e psicopata. Em uma ocasião, em plena luz do dia, ele atacou um trabalhador numa lavagem auto (lava-jato) por não conseguir limpar uma mancha do pára-choque do seu carro. Outra vez, Abraham Reles matou um funcionário de um posto de abastecimento por não conseguir buscar o seu carro com rapidez suficiente. Numa outra ocasião, ele trouxe um convidado para jantar na casa da sua sogra. Quando a sua sogra se ausentou após a refeição, Abraham Reles e outro membro do gangue assassinaram o convidado e removeram o corpo. Abraham Reles recebeu o apelido de "Kid Twist" em homenagem a um antigo gângster judeu de Nova Iorque, Max "Kid Twist" Zwerbach. Outra teoria por trás do apelido é que era o nome do seu doce favorito. Outra teoria é que o apelido descreve o seu método para estrangular pessoas. Abraham Reles era um contrabandista que raramente tocava no álcool. Abraham Reles morava na 649 East 91st Street em Brooklyn, Nova Iorque antes de se mudar para o 9102 Avenue A, também em Brooklyn, Nova Iorque.

## Lei Seca e Murder, Inc.
Durante os dias da Lei Seca da década de 1920, ainda adolescentes, Reles e Goldstein foram trabalhar para os irmãos Shapiro, que comandavam as extorsões de Brooklyn. Logo, Abraham Reles e Goldstein estavam cometendo pequenos crimes pelos irmãos. Numa dessas ocasiões, Reles foi preso e condenado a dois anos em uma instituição juvenil no norte do estado de Nova Iorque. Os irmãos Shapiro não conseguiram ajudar Reles, o que levou Reles a planear uma vingança. Após a sua libertação, Abraham Reles, Goldstein e George Defeo entraram no negócio de slot machine, na província dos irmãos Shapiro. Por meio das conexões de Defeo, Abraham Reles e Goldstein conseguiram fazer um acordo com o influente senhor do crime Meyer Lansky, que queria acesso aos bairros mais pobres do Brooklyn e, portanto, concordaram. Ambas as partes prosperaram: Lansky foi capaz de conseguir bases consideráveis em Brownsville, East New York e Ocean Hill, enquanto Abraham Reles ganhou o apoio de que precisava para manter o seu negócio e a si mesmo vivos. Abraham Reles, Goldstein e Strauss eram sócios em todas as suas atividades criminosas, que haviam sido principalmente o negócio de slot machines e rapidamente se expandiu para incluir agiotagem, jogos de dados e luta trabalhista em conexão com atividades sindicais, especialmente o sindicato de restaurantes. O negócio de slot machine prosperou e logo Abraham Reles e Goldstein estavam na lista negra dos Shapiro. Uma noite, os dois homens receberam um telefonema de um "amigo" dizendo que os Shapiro haviam deixado a sua sede no leste de Nova Iorque. Entrando num carro com Defeo, eles seguiram para o leste de Nova Iorque. No entanto, quando chegaram ao prédio de Shapiro, os três homens foram emboscados. Reles e Goldstein ficaram feridos, mas os três conseguiram escapar. Nesse ínterim, Meyer Shapiro sequestrou a namorada de Reles e a arrastou para um campo aberto, onde a espancou e estuprou.

## Vingança contra os irmãos Shapiro
Para se vingar da emboscada e do estupro da sua namorada, Reles contou com a ajuda dos companheiros assassinos da Murder, Inc., Frank "Dasher" Abbandando e Harry "Happy" Maione. Os dois assassinos ficaram felizes em ajudar: eles esperavam matar os irmãos Shapiro e assumir algumas das suas operações. Depois de várias tentativas inúteis de cada lado para erradicar o outro, o grupo Murder, Inc., finalmente alcançou Irving Shapiro.
Naquela ocasião, Abraham Reles arrastou Irving Shapiro do corredor da sua casa para a rua. Abraham Reles espancou-o, chutou-o e depois atirou em Irving inúmeras vezes, matando-o. Dois meses depois, Abraham Reles encontrou Meyer Shapiro na rua e matou-o com um tiro no rosto. Outros três anos se passaram antes que Abraham Reles finalmente tivesse o último irmão Shapiro, William . William foi sequestrado na rua e levado para o esconderijo de uma gangue. Uma vez lá, ele foi espancado quase até a morte, enfiado em um saco e levado para a secção Canarsie de Brooklyn e enterrado. Antes que a gangue pudesse terminar de enterrar William, um transeunte os avistou e eles tiveram que fugir do local. O corpo de William Shapiro foi exumado pouco tempo depois e, após ser autopsiado, foi determinado que ele havia sido enterrado vivo.

## Informante do governo
Em 1940, Abraham Reles foi implicado em vários assassinatos. Percebendo que enfrentaria a execução caso fosse condenado, Abraham Reles tornou-se uma testemunha do governo. Abraham Reles implicou o seu chefe Lepke Buchalter no assassinato do dono de uma loja de doces em Brooklyn, Joseph Rosen. Lepke Buchalter acabou sendo condenado e executado por este crime. As informações de Abraham Reles também envolviam Louis Capone, Mendy Weiss, Harry Maione, Harry Strauss, Frank Abbandando, Irving ("Knadles" and "the Plug") Nitzberg e até mesmo o seu próprio amigo de infância "Buggsy" Goldstein, que foram todos condenados e executados. O próximo alvo de Abraham Reles foi Albert Anastasia, que fora co-chefe de operações da Murder, Inc.
Abraham Reles deveria implicar Albert Anastasia no assassinato do estivador do sindicato Pete Panto. No entanto, ao contrário de outros membros da Murder, Inc., Albert Anastasia era um membro de alto escalão da Cosa Nostra . O julgamento, baseado exclusivamente no testemunho de Abraham Reles, foi marcado para o dia 12 de Novembro de 1941. Até então, Abraham Reles estava sob vigilância constante de detetives da polícia no Half Moon Hotel em Coney Island.

## Morte
Na madrugada de 12 de Novembro de 1941, com a polícia vigiando a porta, Abraham Reles caiu para a morte de uma janela do quarto 623 do Half Moon Hotel.
Parecia que ele estava a tentar chegar até à janela do quinto andar usando dois lençóis amarrados juntos e, em seguida, um pedaço de arame de mais de um metro que tinha sido preso a uma válvula no seu quarto. No entanto, o nó do arame na válvula desfez-se e ele caiu em um patamar ao ar livre no segundo andar, e os jornais o apelidaram de "O Canário Que Cantava, Mas Que Não Podia Voar".
No dia seguinte, cinco polícias que o vigiavam foram rebaixados.
Houve especulação generalizada de que ele havia sido atirado ou empurrado para fora da janela e a sala tinha sido arrumada para parecer que ele estava tentando escapar. Abraham Reles não mostrou nenhuma inclinação para escapar da custódia protetora e, de facto, demonstrou medo de até mesmo estar fora do alcance da voz da polícia.
No dia da sua morte, ele deveria testemunhar contra Albert Anastasia, um membro do alto escalão da Cosa Nostra, e o julgamento foi baseado exclusivamente no testemunho de Abraham Reles. Frank Costello arrecadou 100.000 dólares para subornar esses guardas para matar Abraham Reles. Em 2005, foram relatadas evidências de que o detetive da NYPD Charles Burns, um dos guarda-costas da polícia de Abraham Reles, estava envolvido no desaparecimento e provável assassinato do juiz anticorrupção Joseph Force Crater de Nova Iorque em 1930.
No entanto, em 1951, um grande júri concluiu que Abraham Reles morreu acidentalmente durante uma tentativa de fuga.
Abraham Reles está enterrado no cemitério Old Mount Carmel em Glendale, Queens.